# Portugália az 1952. évi nyári olimpiai játékokon
Portugália a finnországi Helsinkiben megrendezett 1952. évi nyári olimpiai játékok egyik részt vevő nemzete volt. Az országot az olimpián 10 sportágban 71 sportoló képviselte, akik összesen 1 érmet szereztek.

## Érmesek
| Érem  | Versenyző                                         | Sportág    | Versenyszám |
| ----- | ------------------------------------------------- | ---------- | ----------- |
| Bronz | Joaquim Mascarenhas de Fiúza Francisco de Andrade | Vitorlázás | Csillaghajó |

## Atlétika
Férfi
| Versenyző                                                  | Versenyszám     | Előfutam | Előfutam | Előfutam | Negyeddöntő | Negyeddöntő | Negyeddöntő | Elődöntő | Elődöntő | Elődöntő | Döntő   | Döntő    |
| Versenyző                                                  | Versenyszám     | Idő      | Hely.    | Össz.    | Idő         | Hely.       | Össz.       | Idő      | Hely.    | Össz.    | Idő     | Helyezés |
| ---------------------------------------------------------- | --------------- | -------- | -------- | -------- | ----------- | ----------- | ----------- | -------- | -------- | -------- | ------- | -------- |
| Rui Maia                                                   | 100 m           | 11,79    | 6.       | 65.      | kiesett     | kiesett     | kiesett     | kiesett  | kiesett  | kiesett  | kiesett | kiesett  |
| Tomás Paquete                                              | 100 m           | 11,45    | 5.       | 57.*     | kiesett     | kiesett     | kiesett     | kiesett  | kiesett  | kiesett  | kiesett | kiesett  |
| Fernando Casimiro                                          | 200 m           | 22,72    | 4.       | 52.      | kiesett     | kiesett     | kiesett     | kiesett  | kiesett  | kiesett  | kiesett | kiesett  |
| Fernando Casimiro                                          | 400 m           | 52,33    | 7.       | 67.      | kiesett     | kiesett     | kiesett     | kiesett  | kiesett  | kiesett  | kiesett | kiesett  |
| Eugénio Eleutério                                          | 200 m           | 23,37    | 5.       | 66.*     | kiesett     | kiesett     | kiesett     | kiesett  | kiesett  | kiesett  | kiesett | kiesett  |
| Fernando Fernandes                                         | 400 m gát       | 56,8     | 4.       | 35.*     | kiesett     | kiesett     | kiesett     | kiesett  | kiesett  | kiesett  | kiesett | kiesett  |
| Tomás Paquete Fernando Casimiro Eugénio Eleutério Rui Maia | 4 × 100 m váltó | 43,01    | 6.       | 19.      |             |             |             | kiesett  | kiesett  | kiesett  | kiesett | kiesett  |

| Versenyző     | Versenyszám | Selejtező | Selejtező | Döntő    | Döntő    |
| Versenyző     | Versenyszám | Eredmény  | Helyezés  | Eredmény | Helyezés |
| ------------- | ----------- | --------- | --------- | -------- | -------- |
| Eugénio Lopes | Hármasugrás | 14,05 m   | 27.       | kiesett  | kiesett  |
| Rui Ramos     | Hármasugrás | 14,59 m   | 13.       | 14,69 m  | 12.      |

| Versenyző          | Versenyszám | 100 m | 100 m | Távolugrás | Távolugrás | Súlylökés | Súlylökés | Magasugrás | Magasugrás | 400 m | 400 m | 110 m gát | 110 m gát | Diszkoszvetés | Diszkoszvetés | Rúdugrás | Rúdugrás | Gerelyhajítás | Gerelyhajítás | 1500 m  | 1500 m | Végeredmény | Végeredmény |
| Versenyző          | Versenyszám | Idő   | Pont  | Eredmény   | Pont       | Eredmény  | Pont      | Eredmény   | Pont       | Idő   | Pont  | Idő       | Pont      | Eredmény      | Pont          | Eredmény | Pont     | Eredmény      | Pont          | Idő     | Pont   | Pont        | Helyezés    |
| ------------------ | ----------- | ----- | ----- | ---------- | ---------- | --------- | --------- | ---------- | ---------- | ----- | ----- | --------- | --------- | ------------- | ------------- | -------- | -------- | ------------- | ------------- | ------- | ------ | ----------- | ----------- |
| Fernando Fernandes | Tízpróba    | 11,54 | 737   | 652 cm     | 645        | 11,20 m   | 516       | 170 cm     | 656        | 51,23 | 758   | 16,08     | 632       | 34,27 m       | 477           | 300 cm   | 328      | 43,55 m       | 414           | 4:37,32 | 441    | 5604        | 16.         |

* - egy másik versenyzővel azonos időt ért el

## Evezés
| Versenyző | Versenyszám | Előfutam | Előfutam | Vigaszág | Vigaszág | Elődöntő | Elődöntő | Vigaszág | Vigaszág | Döntő   | Döntő   |
| Versenyző | Versenyszám | Idő      | Hely.    | Idő      | Hely.    | Típus    | Idő      | Hely.    | Típus    | Idő     | Hely.   |
| --- | ----------- | -------- | -------- | -------- | -------- | -------- | -------- | -------- | -------- | ------- | ------- |
| Felisberto Fortes Albino Simões Neto Manuel Regala João Cravo João Alberto Lemos Carlos da Benta João da Paula Zacarias Andias José Pinheiro | Nyolcas     | 6:30,8   | 5.       | 6:25,3   | 3.       | kiesett  | kiesett  | kiesett  | kiesett  | kiesett | kiesett |

## Lovaglás
Díjlovaglás
| Versenyző                                                          | Ló                      | Versenyszám | Pont    | Helyezés |
| ------------------------------------------------------------------ | ----------------------- | ----------- | ------- | -------- |
| Fernando Paes                                                      | Matamas                 | Egyéni      | 346,00  | 26.      |
| Francisco Valadas Júnior                                           | Feitico                 | Egyéni      | 422,00  | 21.      |
| António Visconde de Mozelos                                        | Napeiro                 | Egyéni      | 428,50  | 20.      |
| Fernando Paes Francisco Valadas Júnior António Visconde de Mozelos | Matamas Feitico Napeiro | Csapat      | 1196,50 | 8.       |

Díjugratás
| Versenyző                                   | Ló                    | Versenyszám | 1. kör | 1. kör | 1. kör | 2. kör | 2. kör | 2. kör | Végeredmény | Végeredmény | Végeredmény |
| Versenyző                                   | Ló                    | Versenyszám | Idő    | Bünt.  | Hely.  | Idő    | Bünt.  | Hely.  | Idő         | Bünt.       | Helyezés    |
| ------------------------------------------- | --------------------- | ----------- | ------ | ------ | ------ | ------ | ------ | ------ | ----------- | ----------- | ----------- |
| Henrique Callado                            | Caramulo              | Egyéni      | 1:40,8 | 8      | 12.    | 1:43,6 | 12     | 25.    | 3:24,4      | 20          | 16.**       |
| José Carvalhosa                             | Mondina               | Egyéni      | 1:41,2 | 4      | 2.     | 1:38,0 | 20     | 38.    | 3:19,2      | 24          | 25.*        |
| João Lopes                                  | Raso                  | Egyéni      | 1:46,6 | 12     | 21.    | 1:43,8 | 8      | 13.    | 3:30,4      | 20          | 16.**       |
| Henrique Callado João Lopes José Carvalhosa | Caramulo Raso Mondina | Csapat      |        | 24     | 2.     |        | 40,00  | 11.    |             | 64,00       | 8.          |

Lovastusa
| Versenyző                                           | Ló                      | Versenyszám | Díjlovaglás | Díjlovaglás | Tereplovaglás | Tereplovaglás | Tereplovaglás | Díjugratás | Díjugratás | Végeredmény | Végeredmény |
| Versenyző                                           | Ló                      | Versenyszám | Bünt.       | Hely.       | Bünt.         | Hely.         | Össz.         | Bünt.      | Hely.      | Bünt.       | Helyezés    |
| --------------------------------------------------- | ----------------------- | ----------- | ----------- | ----------- | ------------- | ------------- | ------------- | ---------- | ---------- | ----------- | ----------- |
| Fernando Cavaleiro                                  | Caudel                  | Egyéni      | -159,00     | 40.         | -14           | 18.           | 19.           | -10        | 10.        | -183,00     | 19.         |
| António de Almeida                                  | Florentina              | Egyéni      | -173,20     | 49.         | -43           | 23.           | 24.           | 0          | 1.         | -216,20     | 23.         |
| Joaquim Silva                                       | Faial                   | Egyéni      | -173,80     | 51.         | -45           | 24.           | 25.           | 0          | 1.         | -218,80     | 24.         |
| Fernando Cavaleiro António de Almeida Joaquim Silva | Caudel Florentina Faial | Csapat      | -506,00     | 16.         | -102          | 3.            | 4.            | -10        | 1.         | -618,00     | 4.          |

* - két másik versenyzővel azonos eredményt ért el

** - hat másik versenyzővel azonos eredményt ért el

## Öttusa
| Versenyző     | Versenyszám | Lovaglás | Lovaglás | Lovaglás | Vívás    | Vívás     | Vívás | Lövészet | Lövészet | Úszás  | Úszás | Futás   | Futás | Összesen    | Összesen |
| Versenyző     | Versenyszám | Idő      | Pont     | Hely.    | Győzelem | Döntetlen | Hely. | Pontszám | Hely.    | Idő    | Hely. | Idő     | Hely. | Összes pont | Helyezés |
| ------------- | ----------- | -------- | -------- | -------- | -------- | --------- | ----- | -------- | -------- | ------ | ----- | ------- | ----- | ----------- | -------- |
| Ricardo Durão | Egyéni      | 10:59,1  | 83       | 31.      | 25       | 3         | 16.   | 173      | 35.      | 7:07,7 | 48.   | 18:04,5 | 49.   | 179         | 41.      |
| António Jonet | Egyéni      | 15:13,1  | -247     | 48.      | 22       | 3         | 26.   | 160      | 43.      | 6:16,3 | 47.   | 17:46,8 | 46.   | 210         | 48.      |
| José Pereira  | Egyéni      | 10:37,7  | 97       | 21.      | 14       | 8         | 48.   | 170      | 31.      | 7:26,2 | 49.   | 18:04,2 | 48.   | 197         | 46.      |

| Versenyző                                | Versenyszám | Lovaglás | Lovaglás | Vívás | Vívás | Lövészet | Lövészet | Úszás | Úszás | Futás | Futás | Összesen    | Összesen |
| Versenyző                                | Versenyszám | Pont     | Hely.    | Pont  | Hely. | Pont     | Hely.    | Pont  | Hely. | Pont  | Hely. | Összes pont | Helyezés |
| ---------------------------------------- | ----------- | -------- | -------- | ----- | ----- | -------- | -------- | ----- | ----- | ----- | ----- | ----------- | -------- |
| Ricardo Durão José Pereira António Jonet | Csapat      | 96       | 12.      | 86    | 9.    | 103      | 14.      | 132   | 15.   | 129   | 15.   | 546         | 15.      |

## Sportlövészet
| Versenyző       | Versenyszám           | Eredmény | Helyezés |
| --------------- | --------------------- | -------- | -------- |
| Albino de Jesus | Gyorstüzelő pisztoly  | 530      | 44.      |
| Rogério Tavares | Gyorstüzelő pisztoly  | 556      | 21.      |
| Luís Howorth    | Sportpuska, összetett | 1114     | 31.      |
| Luís Howorth    | Sportpuska, fekvő     | 393      | 37.      |
| Joaquim Sampaio | Sportpuska, összetett | 1095     | 37.      |
| Joaquim Sampaio | Sportpuska, fekvő     | 381      | 55.      |

## Torna
Férfi
| Versenyző                                                                                        | Versenyszám      | Eredmény | Helyezés |
| ------------------------------------------------------------------------------------------------ | ---------------- | -------- | -------- |
| Raúl Caldeira                                                                                    | Talaj            | 16,30    | 129.**   |
| Raúl Caldeira                                                                                    | Ugrás            | 14,55    | 172.     |
| Raúl Caldeira                                                                                    | Korlát           | 13,25    | 173.*    |
| Raúl Caldeira                                                                                    | Nyújtó           | 16,15    | 126.     |
| Raúl Caldeira                                                                                    | Gyűrű            | 11,10    | 178.     |
| Raúl Caldeira                                                                                    | Lólengés         | 11,45    | 169.     |
| Raúl Caldeira                                                                                    | Egyéni összetett | 82,80    | 174.     |
| Manuel Cardoso                                                                                   | Talaj            | 15,10    | 159.*    |
| Manuel Cardoso                                                                                   | Ugrás            | 5,65     | 184.     |
| Manuel Cardoso                                                                                   | Korlát           | 10,00    | 179.     |
| Manuel Cardoso                                                                                   | Nyújtó           | 10,10    | 176.     |
| Manuel Cardoso                                                                                   | Gyűrű            | 9,80     | 181.     |
| Manuel Cardoso                                                                                   | Lólengés         | 10,85    | 173.     |
| Manuel Cardoso                                                                                   | Egyéni összetett | 61,50    | 183.     |
| Manuel Robalo Gouveia                                                                            | Talaj            | 16,35    | 126.**   |
| Manuel Robalo Gouveia                                                                            | Ugrás            | 17,65    | 110.***  |
| Manuel Robalo Gouveia                                                                            | Korlát           | 14,95    | 164.     |
| Manuel Robalo Gouveia                                                                            | Nyújtó           | 16,75    | 109.**   |
| Manuel Robalo Gouveia                                                                            | Gyűrű            | 16,00    | 131.**** |
| Manuel Robalo Gouveia                                                                            | Lólengés         | 11,65    | 167.     |
| Manuel Robalo Gouveia                                                                            | Egyéni összetett | 93,35    | 146.     |
| Joaquim Granger                                                                                  | Talaj            | 15,45    | 153.     |
| Joaquim Granger                                                                                  | Ugrás            | 13,25    | 178.     |
| Joaquim Granger                                                                                  | Korlát           | 16,25    | 139.     |
| Joaquim Granger                                                                                  | Nyújtó           | 15,20    | 145.**   |
| Joaquim Granger                                                                                  | Gyűrű            | 17,05    | 107.     |
| Joaquim Granger                                                                                  | Lólengés         | 11,30    | 171.     |
| Joaquim Granger                                                                                  | Egyéni összetett | 88,50    | 162.     |
| António Leite                                                                                    | Talaj            | 15,50    | 151.*    |
| António Leite                                                                                    | Ugrás            | 11,25    | 180.     |
| António Leite                                                                                    | Korlát           | 12,85    | 177.     |
| António Leite                                                                                    | Nyújtó           | 10,25    | 174.     |
| António Leite                                                                                    | Gyűrű            | 15,15    | 159.     |
| António Leite                                                                                    | Lólengés         | 12,85    | 157.     |
| António Leite                                                                                    | Egyéni összetett | 77,85    | 178.     |
| Manuel Prazeres                                                                                  | Talaj            | 14,75    | 166.*    |
| Manuel Prazeres                                                                                  | Ugrás            | 16,90    | 142.***  |
| Manuel Prazeres                                                                                  | Korlát           | 13,15    | 175.     |
| Manuel Prazeres                                                                                  | Nyújtó           | 11,30    | 171.     |
| Manuel Prazeres                                                                                  | Gyűrű            | 12,60    | 177.     |
| Manuel Prazeres                                                                                  | Lólengés         | 15,80    | 113.     |
| Manuel Prazeres                                                                                  | Egyéni összetett | 84,50    | 173.     |
| Manuel Robalo Gouveia Joaquim Granger Manuel Prazeres Raúl Caldeira António Leite Manuel Cardoso | Csapat összetett | 428,65   | 23.      |

Női
| Versenyző             | Versenyszám      | Eredmény | Helyezés |
| --------------------- | ---------------- | -------- | -------- |
| Maria Amorim          | Talaj            | 16,23    | 122.     |
| Maria Amorim          | Ugrás            | 17,36    | 86.****  |
| Maria Amorim          | Felemás korlát   | 12,50    | 131.     |
| Maria Amorim          | Gerenda          | 16,20    | 106.     |
| Maria Amorim          | Egyéni összetett | 62,29    | 124.     |
| Natália Cunha e Silva | Talaj            | 14,29    | 133.     |
| Natália Cunha e Silva | Ugrás            | 7,56     | 133.     |
| Natália Cunha e Silva | Felemás korlát   | 13,79    | 129.     |
| Natália Cunha e Silva | Gerenda          | 14,52    | 128.     |
| Natália Cunha e Silva | Egyéni összetett | 50,16    | 133.     |
| Dália da Cunha        | Talaj            | 16,53    | 113.*    |
| Dália da Cunha        | Ugrás            | 17,36    | 86.****  |
| Dália da Cunha        | Felemás korlát   | 14,69    | 123.*    |
| Dália da Cunha        | Gerenda          | 16,50    | 96.      |
| Dália da Cunha        | Egyéni összetett | 65,08    | 109.     |

* - egy másik versenyzővel azonos eredményt ért el

** - két másik versenyzővel azonos eredményt ért el

*** - három másik versenyzővel azonos eredményt ért el

**** - négy másik versenyzővel azonos eredményt ért el

## Úszás
Férfi
| Versenyző         | Versenyszám | Előfutam | Előfutam | Előfutam | Elődöntő | Elődöntő | Elődöntő | Döntő   | Döntő    |
| Versenyző         | Versenyszám | Idő      | Hely.    | Össz.    | Idő      | Hely.    | Össz.    | Idő     | Helyezés |
| ----------------- | ----------- | -------- | -------- | -------- | -------- | -------- | -------- | ------- | -------- |
| Eduardo Barbeiro  | 100 m hát   | 1:13,0   | 6.       | 30.      | kiesett  | kiesett  | kiesett  | kiesett | kiesett  |
| Eduardo Barbeiro  | 200 m mell  | 3:04,6   | 8.       | 39.      | kiesett  | kiesett  | kiesett  | kiesett | kiesett  |
| Fernando Madeira  | 100 m gyors | 1:02,6   | 6.       | 49.*     | kiesett  | kiesett  | kiesett  | kiesett | kiesett  |
| Fernando Madeira  | 400 m gyors | 5:08,6   | 6.       | 36.*     | kiesett  | kiesett  | kiesett  | kiesett | kiesett  |
| Guilherme Patrone | 100 m gyors | 1:03,7   | 6.       | 53.      | kiesett  | kiesett  | kiesett  | kiesett | kiesett  |
| Eurico Surgey     | 100 m hát   | 1:13,7   | 7.       | 32.      | kiesett  | kiesett  | kiesett  | kiesett | kiesett  |

* - egy másik versenyzővel azonos időt ért el

## Vitorlázás
| Versenyző                                         | Versenyszám | Futam | Futam | Futam | Futam | Futam | Futam | Futam | Pontszám | Helyezés |
| Versenyző                                         | Versenyszám | 1     | 2     | 3     | 4     | 5     | 6     | 7     | Pontszám | Helyezés |
| ------------------------------------------------- | ----------- | ----- | ----- | ----- | ----- | ----- | ----- | ----- | -------- | -------- |
| Mário Quina                                       | Finn dingi  | 293   | DNF   | 318   | 703   | 770   | 703   | DNF   | 2787     | 17.      |
| Joaquim Mascarenhas de Fiúza Francisco de Andrade | Csillaghajó | 821   | 520   | 946   | 946   | 724   | DNF   | 946   | 4903     |          |
| Alberto Graça Carlos Lourenço João Tito           | Sárkányhajó | 553   | 290   | 252   | 377   | 854   | 331   | 377   | 2782     | 8.       |
| Duarte Manuel Bello Fernando Bello Júlio Gourinho | 5,5 méter   | 527   | 703   | 606   | 1305  | 402   | 703   | 606   | 4450     | 4.       |

DNF - nem ért célba

## Vívás
Férfi
| Versenyző                                                             | Versenyszám       | 1. forduló | 1. forduló | 2. forduló | 2. forduló | Elődöntő | Elődöntő | Döntő               | Döntő   |
| Versenyző                                                             | Versenyszám       | Ellenfelek Eredmény | Hely.      | Ellenfelek Eredmény | Hely.      | Ellenfelek Eredmény | Hely.    | Ellenfelek Eredmény | Hely.   |
| --------------------------------------------------------------------- | ----------------- | --- | ---------- | --- | ---------- | --- | -------- | ------------------- | ------- |
| Carlos Dias                                                           | Párbajtőr, egyéni | Nicolae Marinescu (ROU) · Egill Knutzen (NOR) · John Fethers (AUS) · Paul Makler (USA) · René Paul (GBR) · Antonio Chocano (GUA) · Roland Asselin (CAN) · 3-4 (17)              | 3.         | Fathallah Abdel Rahman (EGY) · Carlo Pavesi (ITA) · Léon Buck (LUX) · René Dybker (DEN) · Paul Barth (SUI) · Johan von Koss (NOR) · Andrzej Przeździecki (POL) · Ivan Lund (AUS) · 1-6 (20)           | 9.         | kiesett | kiesett  | kiesett             | kiesett |
| Álvaro Mário Mourão                                                   | Párbajtőr, egyéni | Raimondo Carnera (DEN) · Fathallah Abdel Rahman (EGY) · Emilio Meraz (MEX) · Darío Amaral (BRA) · Vito Simonetti (ARG) · That Hải Tơn (VIE) · George Carpenter (IRL) · 4-3 (13) | 3.         | Edoardo Mangiarotti (ITA) · Allan Jay (GBR) · Ed Vebell (USA) · Emilio Meraz (MEX) · Claude Nigon (FRA) · Rerrich Béla (HUN) · Paul Meister (SUI) · 4-3 (15)                                          | 4.         | Edoardo Mangiarotti (ITA) · Erkki Kerttula (FIN) · Oswald Zappelli (SUI) · Carl Forssell (SWE) · Carlo Pavesi (ITA) · Sven Fahlman (SWE) · Émile Gretsch (LUX) · René Dybker (DEN) · Jean-Baptiste Maquet (BEL) · 2-7 (25) | 9.       | kiesett             | kiesett |
| Álvaro Pinto                                                          | Párbajtőr, egyéni | Claude Nigon (FRA) · Ronald Parfitt (GBR) · Tom Kearney (IRL) · Rubén Soberón (GUA) · Walter de Paula (BRA) · Lev Saychuk (URS) · Heikki Raitio (FIN) · 6-1 (9)                 | 1.         | Dario Mangiarotti (ITA) · Sven Fahlman (SWE) · Jean-Baptiste Maquet (BEL) · René Bougnol (FRA) · Antonio Haro (MEX) · César Pekelman (BRA) · Nicolae Marinescu (ROU) · Wojciech Rydz (POL) · 0-7 (21) | 9.         | kiesett | kiesett  | kiesett             | kiesett |
| José Ferreira                                                         | Kard, egyéni      | Gustave Ballister (BEL) · Boris Belyakov (URS) · Bob Anderson (GBR) · Daniel Sande (ARG) · Benito Ramos (MEX) · Alfred Eriksen (NOR) · 1-4 (24)                                 | 7.         | kiesett | kiesett    | kiesett | kiesett  | kiesett             | kiesett |
| João Pessanha                                                         | Kard, egyéni      | Wojciech Zabłocki (POL) · William Beatley (GBR) · Willy Fascher (GER) · Werner Plattner (AUT) · Estevão Molnar (BRA) · Karl Bach (SAA) · Jock Gibson (AUS) · 0-7 (35)           | 8.         | kiesett | kiesett    | kiesett | kiesett  | kiesett             | kiesett |
| Álvaro Silva                                                          | Kard, egyéni      | Palle Frey (DEN) · Otto Greter (SUI) · Lev Kuznetsov (URS) · Fathallah Abdel Rahman (EGY) · Bo Eriksson (SWE) · Maki Sinicsi (JPN) · Olgierd Porebski (GBR) · 2-5 (29)          | 6.         | kiesett | kiesett    | kiesett | kiesett  | kiesett             | kiesett |
| Álvaro Pinto Carlos Dias Álvaro Mário Mourão Francisco Uva João Costa | Párbajtőr, csapat | Belgium (BEL) · 6-9 · Dánia (DEN) · 4-8 | 3.         | kiesett | kiesett    | kiesett | kiesett  | kiesett             | kiesett |
| Álvaro Silva José Ferreira Augusto Barreto Jorge Franco João Pessanha | Kard, csapat      | Magyarország (HUN) · 1-15 · Argentína (ARG) · 5-9 | 3.         | kiesett | kiesett    | kiesett | kiesett  | kiesett             | kiesett |

## Vízilabda
- Francisco Alves
- Eduardo Barbeiro
- Óscar Cabral
- José Manuel Correia
- Máximo Couto
- João Franco do Vale
- Rodrigo Basto Junior
- Fernando Madeira
- Armando Moutinho

### Eredmények
1. forduló
| 1952. július 25. | Egyiptom (EGY) | 10 – 0 | Portugália |  |
| 1952. július 25. | (6 – 0)        |        |            |  |
| 1952. július 25. |                |        |            |  |

2. forduló
| 1952. július 26. | Brazília (BRA) | 6 – 2 | Portugália |  |
| 1952. július 26. | (3 – 2)        |       |            |  |
| 1952. július 26. |                |       |            |  |

| Csapat     | Helyezés |
| ---------- | -------- |
| Portugália | 17.      |